# 62-й меридіан східної довготи
62-й меридіан східної довготи — лінія довготи, що лежить на 62 градуси східніше Гринвіцького меридіана. Вона проходить від Північного полюса через Північний Льодовитий океан, Євразію, Індійський океан, Південний океан та Антарктиду до Південного полюса.
62-й меридіан східної довготи формує велике коло разом із 118-тим меридіаном західної довготи.

## Список географічних об'єктів, що перетинає 62° сх. д.
Починаючи на Північному полюсі та рухаючись до Південного полюса, 62-й меридіан східної довготи проходить через:
| Координати                                                 | Країна, територія або море | Примітки                                                                  |
| ---------------------------------------------------------- | -------------------------- | ------------------------------------------------------------------------- |
| 90°0′ пн. ш. 62°0′ сх. д. / 90.000° пн. ш. 62.000° сх. д.  | Північний Льодовитий океан |                                                                           |
| 81°38′ пн. ш. 62°0′ сх. д. / 81.633° пн. ш. 62.000° сх. д. | Росія                      | Земля Франца-Йосифа — проходить через острови Аделаїди та Фреден          |
| 81°31′ пн. ш. 62°0′ сх. д. / 81.517° пн. ш. 62.000° сх. д. | Північний Льодовитий океан |                                                                           |
| 80°51′ пн. ш. 62°0′ сх. д. / 80.850° пн. ш. 62.000° сх. д. | Росія                      | Земля Франца-Йосифа — проходить через острів Вільчека                     |
| 80°34′ пн. ш. 62°0′ сх. д. / 80.567° пн. ш. 62.000° сх. д. | Баренцове море             |                                                                           |
| 76°16′ пн. ш. 62°0′ сх. д. / 76.267° пн. ш. 62.000° сх. д. | Росія                      | Нова Земля — проходить через Північний острів                             |
| 75°26′ пн. ш. 62°0′ сх. д. / 75.433° пн. ш. 62.000° сх. д. | Карське море               |                                                                           |
| 69°45′ пн. ш. 62°0′ сх. д. / 69.750° пн. ш. 62.000° сх. д. | Росія                      |                                                                           |
| 53°57′ пн. ш. 62°0′ сх. д. / 53.950° пн. ш. 62.000° сх. д. | Казахстан                  |                                                                           |
| 53°8′ пн. ш. 62°0′ сх. д. / 53.133° пн. ш. 62.000° сх. д.  | Росія                      | Приблизно на 21 км                                                        |
| 52°57′ пн. ш. 62°0′ сх. д. / 52.950° пн. ш. 62.000° сх. д. | Казахстан                  |                                                                           |
| 43°30′ пн. ш. 62°0′ сх. д. / 43.500° пн. ш. 62.000° сх. д. | Узбекистан                 |                                                                           |
| 40°53′ пн. ш. 62°0′ сх. д. / 40.883° пн. ш. 62.000° сх. д. | Туркменістан               |                                                                           |
| 35°27′ пн. ш. 62°0′ сх. д. / 35.450° пн. ш. 62.000° сх. д. | Афганістан                 |                                                                           |
| 29°31′ пн. ш. 62°0′ сх. д. / 29.517° пн. ш. 62.000° сх. д. | Пакистан                   | Белуджистан                                                               |
| 28°32′ пн. ш. 62°0′ сх. д. / 28.533° пн. ш. 62.000° сх. д. | Іран                       |                                                                           |
| 26°17′ пн. ш. 62°0′ сх. д. / 26.283° пн. ш. 62.000° сх. д. | Пакистан                   | Белуджистан                                                               |
| 25°6′ пн. ш. 62°0′ сх. д. / 25.100° пн. ш. 62.000° сх. д.  | Індійський океан           |                                                                           |
| 60°0′ пд. ш. 62°0′ сх. д. / 60.000° пд. ш. 62.000° сх. д.  | Південний океан            |                                                                           |
| 67°32′ пд. ш. 62°0′ сх. д. / 67.533° пд. ш. 62.000° сх. д. | Антарктида                 | Проходить через Австралійську антарктичну територію (претендує Австралія) |